# Shameless (Band)
Shameless ist eine Band von Songwriter und Bassist Alexx Michael.
Zusammen mit BC, Steve Summers, Frankie Muriel, Stevie Rachelle, Dennis Post, Charlotte Tybalt, Tod T Burr und Gastmusikern von KISS, Alice Cooper, Guns N Roses, Motley Crue, WASP, The Runaways und LA Guns hat die Band acht Studio-Alben veröffentlicht.

## Diskografie

### Studio-Alben
- 1999: Backstreet Anthems
- 2000: Queen 4 a Day
- 2002: Splashed
- 2007: Famous 4 Madness
- 2011: Dial S for Sex
- 2013: Beautiful Disaster
- 2017: The Fillthy 7
- 2022: So Good, You Should...

### Live-Alben
- 2003: Super Hardcore Show

### Kompilationen
- 2012: Greatest Hits of Insanity
- 2021: Live Your Dream (Picture Disc)